# Señor (Tales of Yankee Power)
Señor (Tales of Yankee Power) – piosenka skomponowana przez Boba Dylana, nagrana przez niego w kwietniu 1978 r., wydana na albumie Street-Legal w czerwcu 1978 r. 

## Historia i charakter utworu
Utwór ten został nagrany w Rundown Studios w Santa Monica w Kalifornii 28 kwietnia 1978 r. Była to czwarta sesja nagraniowa tego albumu. Producentem sesji był Don DeVito.
Miejscem akcji, gdzie samotnie i niepewnie porusza się narrator, jest pogranicze, ciemne i niebezpieczne, a na pewno pełne anarchii. Pejzaż jest później ubarwiony złudnymi obrazami w stylu malarstwa Goi. Generalnie tekst był odczytywany na dwa sposoby: jako antykolonialna medytacja - ciemna wizja ukazująca kierunek w którym zmierza Ameryka, lub jako medytacja religijna - zawierająca religijny symbolizm  i odniesienia literackie, zwłaszcza bliskie powieści Grahama Greene'a Moc i chwała (taniec z Diabłem itd.).
Cechą, która przybliża także ten utwór do "Blowin' in the Wind" i "What Was It You Wanted?" są pytania zadawane przez "Señora", które pozostają bez odpowiedzi" "Wiesz, gdzie zmierzasz?", "Jak długo będziemy jechać?" itd. Nawet jeśli pojawia się możliwość odpowiedzi, to ogólna atmosfera piosenki wskazuje, że nie należy ufać odpowiedziom. Pewne elementy tekstu wskazują, iż akcja rozgrywa się na przełomie XIX i XX wieku. Już pierwszy wers informuje także, że bohater jest w rejonie Lincoln County, gdzie w 1881 r. doszło do słynnego zdarzenia między Patem Garrettem i Billym Kidem. Tak więc zarówno  droga do Lincoln County, jak i droga wiodąca do Armageddonu prowadzą do zguby.
Z tekstu wynika, że narrator poszukuje kobiety - wspomina pewne dawne z nią spotkanie i rozmowę. Udaje się na jej poszukiwanie w tak niebezpiecznym rejonie w dodatku bez nadziei na zbawienie, którego tak pragnie. Niektórzy dylanolodzy odwołują się więc do alegorii, iż Ameryka jest kobietą i bohater piosenki dąży do powstrzymania jej, zanim swoimi ekscesami sama siebie zniszczy.
Piosenka kończy się przekonaniem o nadchodzącej przemocy. Narrator i jego towarzysz są gotowi "rozłączyć kable" - jest to aluzja do zaangażowania ITT w obaleniu demokratycznie wybranego w Chile prezydenta Salvadora Allende poprzez wyeliminowanie źródeł mocy w Chile.
Sama postać "Señora" nie wiadomo na ile cielesna, materialna, a na ile duchowa, w świetle zbliżającej się konwersji Dylana może być zarówno Diabłem, jak i Bogiem.
Piosenka ta jest jedyną z całego albumu, która była wykonywana podczas kilku tournée Dylana, począwszy do 1978 r. W 2002 r. Dylan wykonywał ją w wersji akustycznej.

## Muzycy
Sesja 4
- Bob Dylan - gitara, wokal
- Billy Cross - gitara
- Steven Soles - gitara
- Jerry Scheff - gitara basowa
- Ian Wallace - perkusja
- Helena Springs, Jo Ann Harris, Carolyn Dennis - chórki
- Steve Douglas - saksofon sopranowy
- Alan Pasqua - fortepian
- David Mansfield - mandolina
- Bobbye Hall - kongi

## Dyskografia
Singel
- Strona B singla "Changing of the Guards", wyd. 24 października 1978 r.

Albumy
- Street-Legal (1978)
- Biograph (1985)
- Masked and Anonymous (2003) (muzyka z filmu pod tym samym tytułem)

## Wykonania piosenki przez innych artystów
- Jerry Garcia Band – Jerry Garcia Band (1991)
- Tim O'Brian – Red on Blonde (1996)
- Two Approaching Riders – One More Cup of Coffee (1997)
- Pix Lax - Stilve (1998)
- Rolling Thunder – The Never Ending Regearsal (2000)
- Backyard Swings na albumie różnych wykonawców A Tribute to Bob Dylan, Volume 3: The Times They Are a-Changin'  (2000)
- Rich Lerner – Napoleon in Rags (2001)
- Marc Carroll – Mrs. Lullaby (2003)
- Diva de Lai – Dylan at the Opera (2013)
- dylan.pl – Niepotrzebna pogodynka, żeby znać kierunek wiatru (2017) (jako Señor (Z dziejów jankeskiej potęgi))